# Folkdräkter från Västmanland
Det här är en lista över folkdräkter från Västmanland. Västmanland har 25 dräkter, 18 kvinnodräkter och 7 mansdräkter.
I tabellen nedan ses en förteckning över de 25 västmanländska folkdräkterna. I tabellen ses var dräkten kommer ifrån, om det är en kvinno- eller mansdräkt, om den är dokumenterad, rekonstruerad eller komponerad, när den återupptogs i bruk, om det finns varianter samt ytterplagg. Tabellen bygger på Ulla Centergrans inventering av folkdräkter i Sverige 1988-1993, som publicerades i bokform av Nämnden för hemslöjdsfrågor och LRF:s kulturråd 1993. Syftet var att underlätta för den som ville skaffa sig en egen dräkt att lättare få en överblick över de som fanns. Då landskapsgränser och länsgränser inte sammanfaller anges län i tabellen.
| Län              | Dräkt         | Kön    | Ursprung      | Återupptogs          | Finns varianter | Ytterplagg | Källa |
| Örebro län       | Fellingsbro   | Kvinna | Komponerad    | 1920                 |                 |            | [ 1 ] |
| Örebro län       | Fellingsbro   | Man    | Dokumenterad  | 1910-talet           |                 |            | [ 1 ] |
| Örebro län       | Grythyttan    | Kvinna | Rekonstruerad | 1968                 |                 |            | [ 1 ] |
| Örebro län       | Hällefors     | Kvinna | Komponerad    | 1818                 |                 |            | [ 1 ] |
| Örebro län       | Lindesberg    | Kvinna | Komponerad    | 1950                 |                 |            | [ 1 ] |
| Örebro län       | Ljusnarsberg  | Kvinna | Rekonstruerad | 1950                 |                 |            | [ 1 ] |
| Örebro län       | Nora          | Kvinna | Komponerad    | 1976                 | Ja              | Sjal       | [ 1 ] |
| Örebro län       | Nora          | Man    | Komponerad    | 1976                 | Ja              |            | [ 1 ] |
| Västmanlands län | Arosdräkten   | Kvinna | Komponerad    | 1989                 |                 |            | [ 1 ] |
| Västmanlands län | Bro Malma     | Man    | Rekonstruerad | 1920-talet           |                 |            | [ 1 ] |
| Västmanlands län | Enåker        | Kvinna | Komponerad    | 1927                 |                 |            | [ 1 ] |
| Västmanlands län | Frösåker      | Kvinna | Komponerad    | 1956                 |                 |            | [ 1 ] |
| Västmanlands län | Irsta         | Kvinna | Komponerad    | 1989                 |                 |            | [ 1 ] |
| Västmanlands län | Kila          | Kvinna | Komponerad    | 1959                 |                 |            | [ 1 ] |
| Västmanlands län | Kila          | Man    | Komponerad    | 1959                 |                 |            | [ 1 ] |
| Västmanlands län | Munktorp      | Kvinna | Komponerad    | 1953-1955            |                 |            | [ 1 ] |
| Västmanlands län | Möklinta      | Kvinna | Rekonstruerad | 1924, omarbetad 1980 |                 |            | [ 1 ] |
| Västmanlands län | Möklinta      | Man    | Rekonstruerad | 1950-talet           |                 |            | [ 1 ] |
| Västmanlands län | Norberg       | Kvinna | Komponerad    | 1950-talet           |                 |            | [ 1 ] |
| Västmanlands län | Surahammar    | Kvinna | Komponerad    | 1913, omarbetad 1980 |                 |            | [ 1 ] |
| Västmanlands län | Västanfors    | Kvinna | Rekonstruerad | 1986                 |                 |            | [ 1 ] |
| Västmanlands län | Västerfärnebo | Kvinna | Rekonstruerad | 1917, omarbetad 1976 | Ja              |            | [ 1 ] |
| Västmanlands län | Västervåla    | Kvinna | Komponerad    | 1962                 |                 |            | [ 1 ] |
| Västmanlands län | Västervåla    | Man    | Komponerad    | 1971                 |                 |            | [ 1 ] |